# サンマテオ (カリフォルニア州)

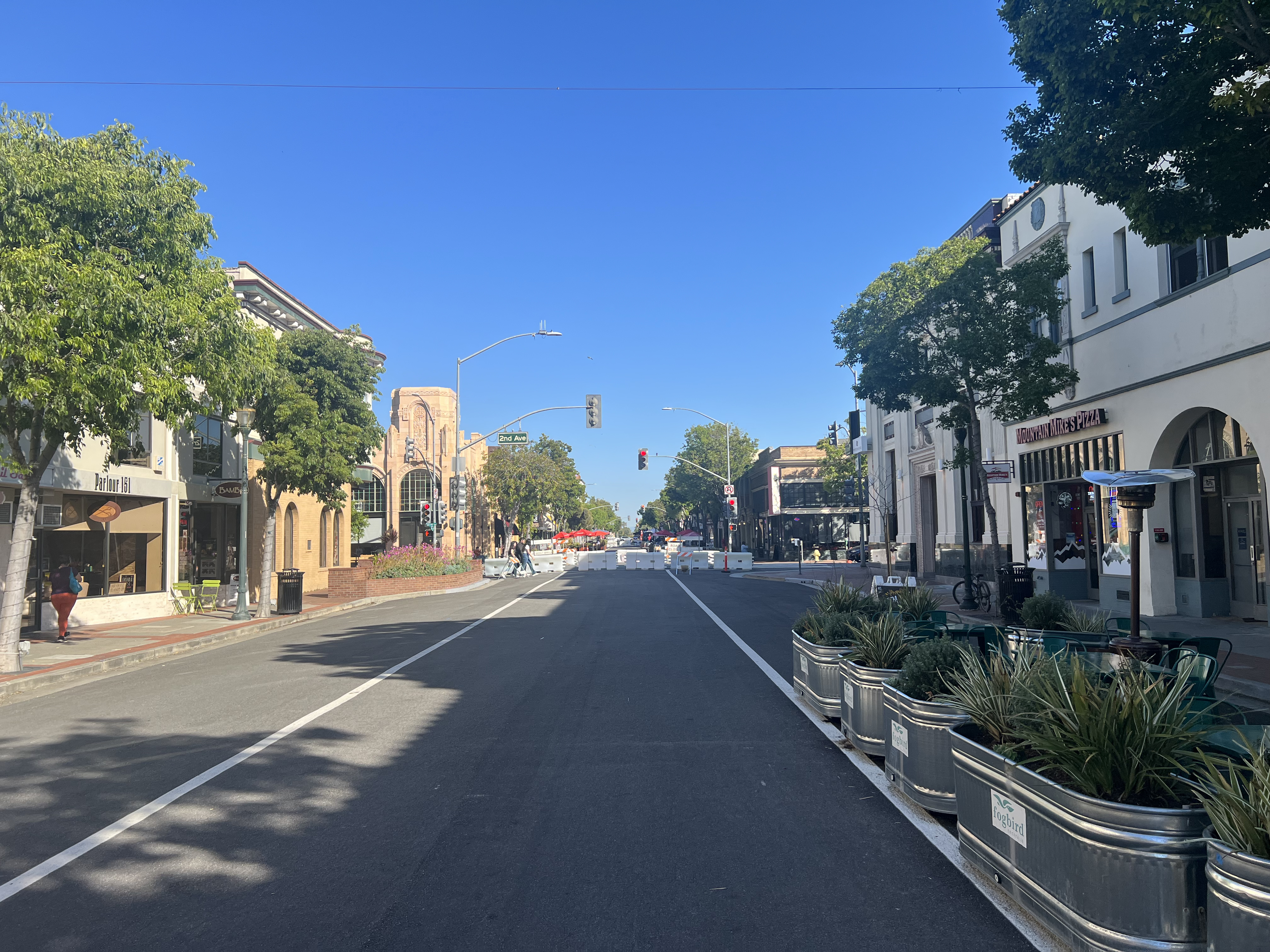
Bストリート

サンマテオ（英語: City of San Mateo）は、アメリカ合衆国カリフォルニア州のサンマテオ郡にある都市。サンフランシスコ・ベイエリアに位置する。人口は10万5661人（2020年）。サンマテオ郡最大の都市だが、郡庁所在地ではない。

## 歴史
サンマテオとはスペイン語で「聖マタイ」を意味する語である。
サンマテオは日本から移民が多数入植した町であり、今日でも日系アメリカ人の比率が高い。ダウンタウンにある「タカハシマーケット」は1906年創業の老舗スーパーである。アジア系の食材を扱っている。

## 地理

サンマテオ郡内の位置

サンマテオはサンフランシスコ市から南に30キロに位置し、サンフランシスコ湾に面している。面積は31.40㎢。座標は、北緯37度33分15秒 西経122度18分47秒 / 北緯37.55417度 西経122.31306度。
サンタクルーズ山脈によって太平洋と隔てられているため、気候は地中海性気候となっている。

## 人口動勢
2010年の国勢調査によると、人口97,207 人、世帯数38,233、家族数23,444 となっている。また人口密度は 1平方マイルあたり8,013.8人で、都市の人種構造は46.8%の白人、2.4%のアフリカ系アメリカ人、 0.5%のネイティブアメリカン、18.9%のアジア系、1.2%の太平洋島民、その他が12.6%で、混血が5.7%である。また、人口の26.6%は、ヒスパニックまたはラテンアメリカ系でもある。

## 産業

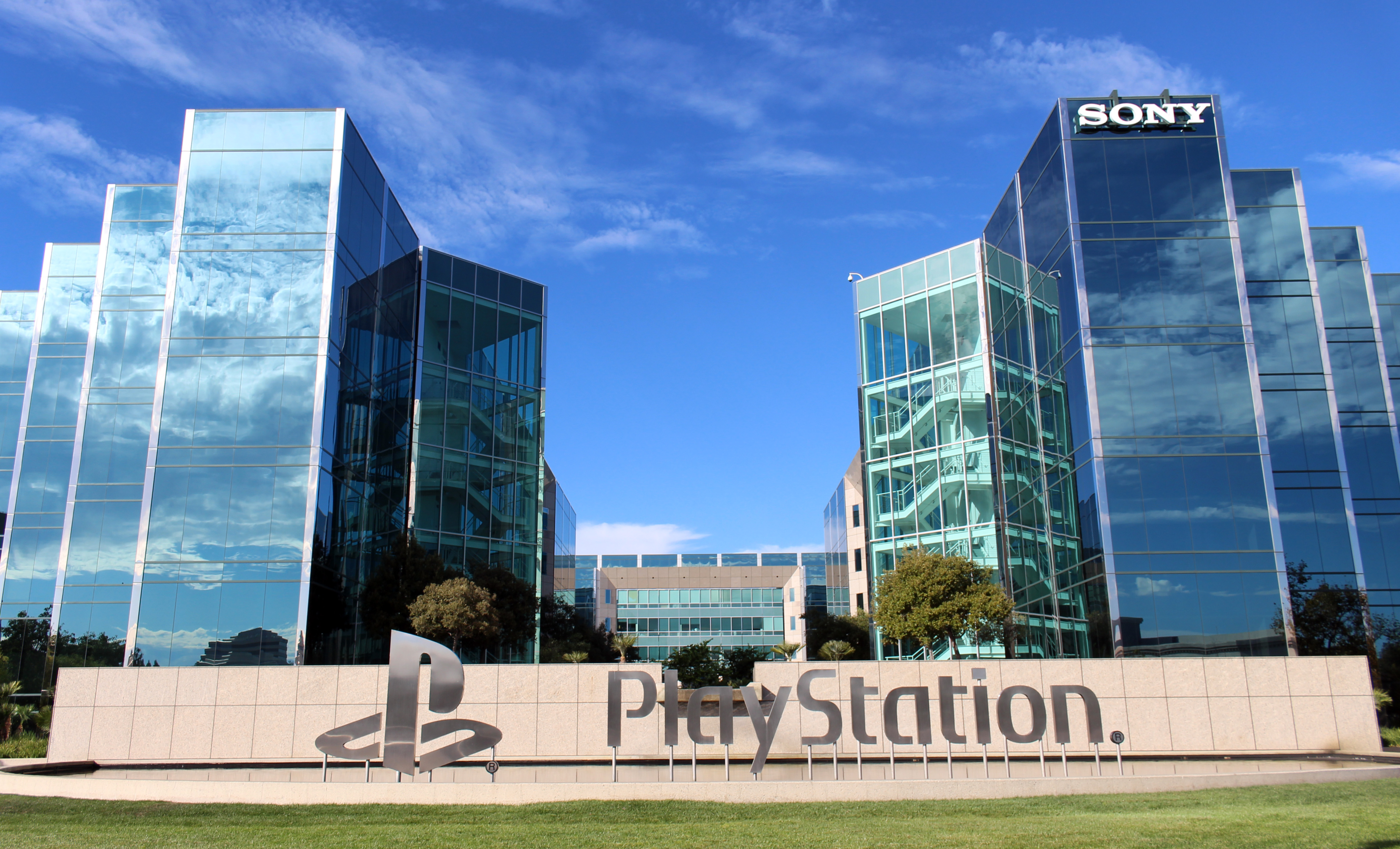
ソニー

サンマテオはシリコンバレーの北端部であることから、IT企業が多い。YouTubeもこの街から生まれた。PlayStationのソニー・インタラクティブエンタテインメントアメリカ本社などもある。

## 交通

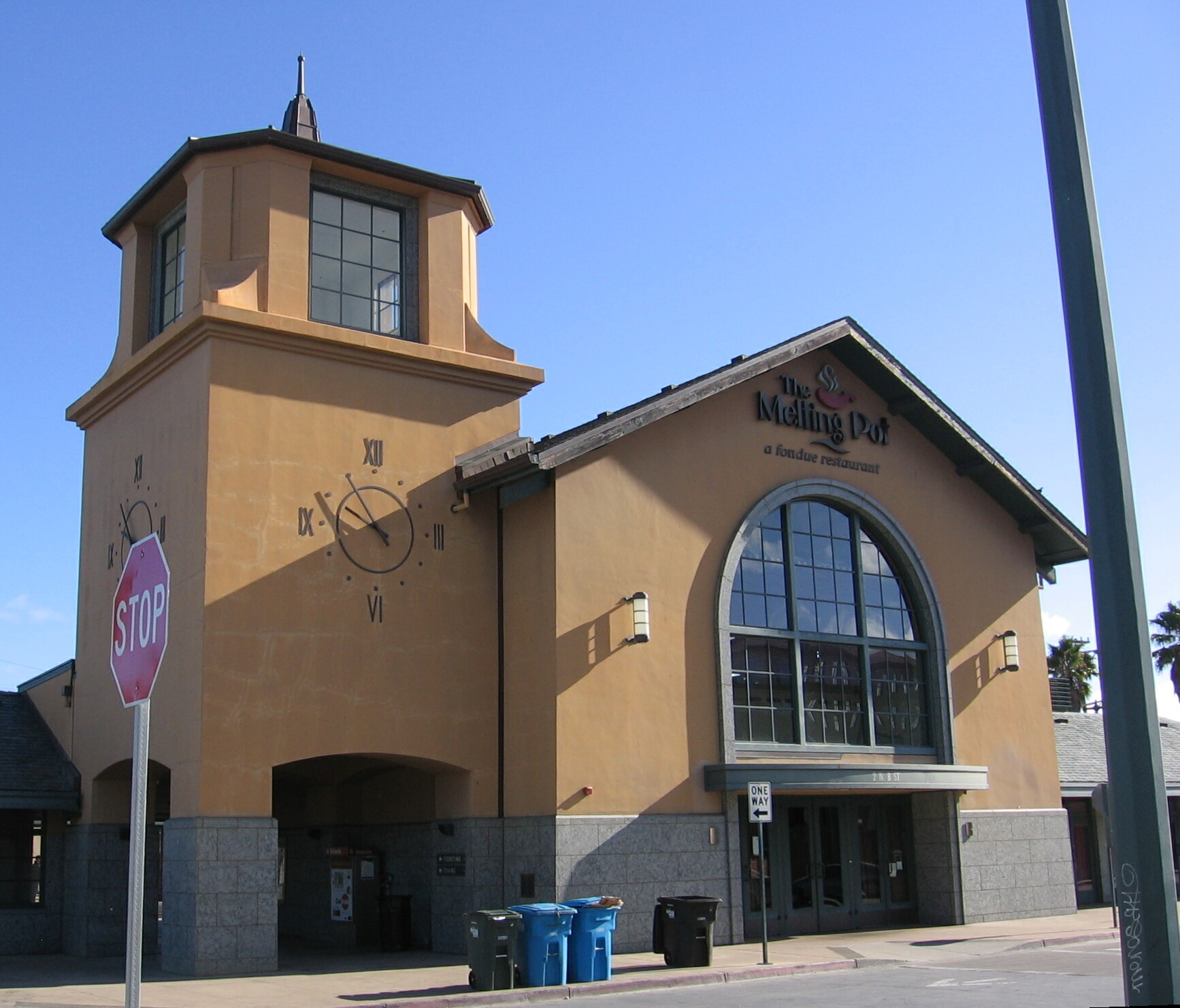
サンマテオ駅

鉄道はカルトレインが利用可能であり、サンマテオ駅とヘイワードパーク駅とヒルズデール駅の3駅が利用可能である。うちサンマテオ駅とヒルズデール駅は多くの急行列車が停まる主要駅である。
市内・近隣都市との公共交通としてはサムトランズ（SamTrans）という郡営バスがあり、サンマテオ駅とヒルズデール駅を起点に運行しているほか、サンフランシスコのダウンタウンやサンフランシスコ国際空港とのバス路線もある。また、サンフランシスコ湾対岸のアラメダ郡とコントラコスタ郡が運営しているACトランジット（AC_Transit）の運行するバスはヒルズデール駅と対岸のヘイワードを結んでいる。
サンフランシスコ市営鉄道が運営するインターアーバンが1949年までサンマテオとサンフランシスコを結んでいたが、廃止された。
道路は国道101号線や州間高速道路280号線、カリフォルニア州道82号線が市内の南北を通過し、カリフォルニア州道92号線がサンマテオブリッジ（San Mateo Bridge）でサンフランシスコ湾を横断している。

## 公園など
- サンマテオセントラルパーク

## 姉妹都市
- 豊中市, 日本
- ヴァーデ, デンマーク
- サンパブロシティ, フィリピン